# Alpes suíços Jungfrau-Aletsch
Jungfrau-Aletsch-Bietschhorn  é um sítio natural que entrou para o Património Mundial da UNESCO em 2001 como Alpes Suiços Jungfrau-Aletsch. Só posteriormente, em 2007, é que se lhe juntou o Bietschhorn, formando o actual conjunto Jungfrau-Aletsch-Bietschhorn . Esta adição fez passar a superfície do sítio de 53 900 a 82 400 ha.

## Classificação
O sítio foi classificado segundo os seguintes critérios:
- VII - ligado à representação de fenómenos naturais,
- VIII - ligado às grandes fases da história da Terra,
- IX - ligado ao processo ecológico e biológico.

Os critérios da UNESCO em Fr  e em En 

## Características
O Glaciar de Aletsch é composto por vários braços:
- a Oeste encontra-se o Grande Aletschfirn, que corre a norte do Aletschorn e do Dreieckhorn. O Aletschorn é alimentado a Norte por três importantes firns: o Ebnefluhfirn, o Gletscherhornfirn e o Kranzberfirn, que têm todos origem a cerca de 3800 m,
- a Noroeste encontra-se o Jungfraufirn, que é a continuação lógica do Glaciar de Aletsch,
- a Nordeste encontra-se o Ewigschneefeld (Campo de gelo eterno), a partir do monte Mönchs, que vai formar o Konkordiaplatz, e este atinge 1,5 km de largura e se desloca a cerca de 180 m por ano.

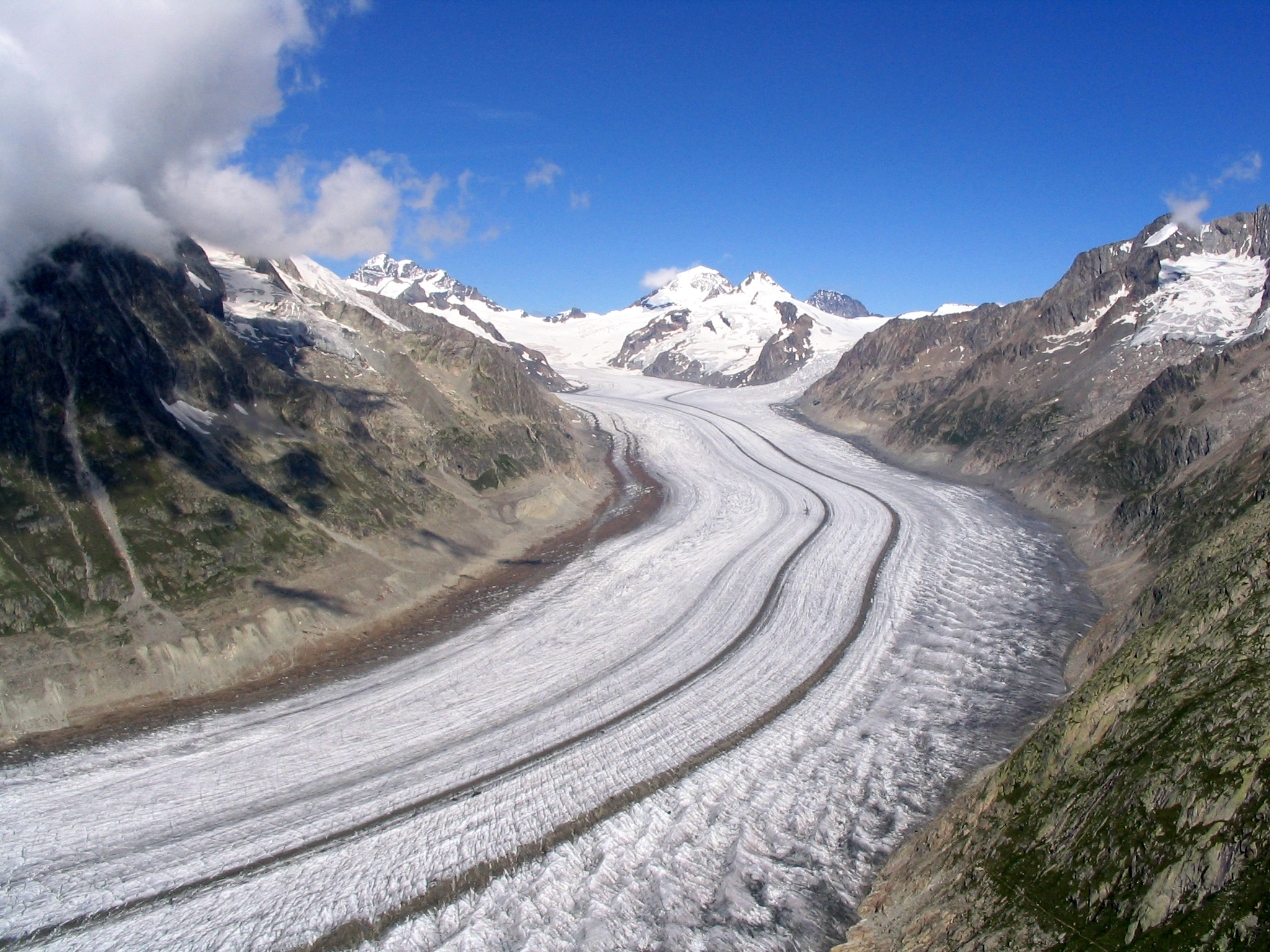
Glaciar de Aletsch com as morenas

O glaciar tem um cobertura de gelo importante e no Konkordiaplatz atinge 900 m de espessura, mas no final não chega aos 150 m . A morena central é escura e é formada a partir dos três campos de gelo.